# Galumna ankaratra
Galumna ankaratra är en kvalsterart som beskrevs av Sandór Mahunka 1997. Galumna ankaratra ingår i släktet Galumna och familjen Galumnidae. Inga underarter finns listade i Catalogue of Life.